# Кирилл (Кравец)
Епископ Кирилл (в миру Валерий Фёдорович Кравец; род. 21 июля 1948) — епископ РПЦЗ (Агафангела), епископ Воронежский и Южно-Российский.

## Биография
4 октября 1984 года был рукоположен во диакона, а на следующий день — в священника. Служил в Воронежской епархии Русской православной церкви, где построил храм во имя великомученика Пантелеймона. Затем перешёл в Курскую епархию к архиепископу Ювеналию (Тарасову), у которого некогда рукополагался в священники. Был благочинным.
В 1997 году протоиерей Валерий Кравец вместе со своим сыном иереем Романом Кравцом покинул юрисдикцию Московского патриархата и вошёл в состав Одесско-Тамбовской епархии под руководством Лазаря (Журбенко). Возглавил «общину Всех святых Истинно-православной церкви». Вплоть до 2001 года являлся благочинным приходов РПЦЗ в Центральной России и подчинялся архиепископу Лазарю (Журбенко).
В 1998 году некая прихожанка пожертвовала часть дома с участком под храм в Воронеже, где началось строительство храма в честь «Всех Святых в Земле Российской Просиявших», настоятелем которой стал Роман Кравец.
В январе 2000 года управление юстиции Воронежской области отказало в регистрации общине Всех святых Истинно-православной церкви. Управление юстиции выдвинуло следующие причины своего отказа: неправильно оформленное заявление, существование в Воронеже другой общины в честь Всех святых (в юрисдикции Московского патриархата), слово «истинная» в наименовании церкви вызывает «межрелигиозную рознь», недостаточны сведения о существовании церкви на протяжении хотя бы 15 лет (согласно Закону о свободе совести 1997 года). Председатель экспертно-консультативного совета при управлении юстиции Воронежской области Аркадий Минаков сказал, что Валерий Кравец на заседаниях совета давал путаную и недостоверную информацию о себе и о своём приходе. К примеру, отец Валерий отказался назвать архиерея, которому подчиняются его общины, хотя в уставе есть пункт о подчинении епископу.
После того, как среди зарубежников произошел раскол на сторонников и противников соединения с Московской патриархией общины, которые ранее находились в ведении протоиерея Валерия раскололись, часть осталась в РПЦЗ, часть ушла в РПЦ, часть примкнуло к грекам-старостильникам. В мае 2007 года, не приняв восстановление канонического общения между РПЦЗ и Московским патриархатом, ушёл в раскол, присоединившись к «Временному Высшему церковному управлению Русской православной церкви заграницей», созданному епископом Агафангелом (Пашковским)
6 июня 2007 года в храме Всех Святых в земле Российской Просиявших в Воронеже присутствовал на собрании девяти представителей российских приходов РПЦЗ, не принявших Акт о каноническом общении, под председательством епископа Агафангела (Пашковского), которое утвердило его «Администратором российских приходов», духовником клириков российских приходов и председателем новообразованного «духовного суда российских приходов РПЦЗ».
11 июля 2007 года указом № 1 «Временного Высшего церковного управления Русской православной церкви заграницей» назначен администратором образованного тогда же «Центрально-Российского административного округа» в составе Московской, Суздальской, Сибирской и Кубанской епархий, а также стран бывшего СССР, кроме Украины, Белоруссии и Молдавии. В тот же день указом № 7 того же «ВВЦУ РПЦЗ» включён в состав «ВВЦУ РПЦЗ».
Решением ВВЦУ РПЦЗ от 6—7 декабря 2007 года назначен членом «административно-организационной подкомиссии» готовившегося «V Всезарубежного собора».
C 18 по 20 ноября 2008 года как делегат от Центрально-Российского административного округа участвовал в соборе на территории фермы Толстовского фонда в штате Нью-Йорк (США), которое его участники назвали «V Всезарубежным собором РПЦЗ». Агафангел (Пашковский) на нём был избран «первоиерархом РПЦЗ» с возведением в сан митрополита.
20 мая 2009 года решением «Совместного собрания российских преосвященных, членов Высшего церковного совета и духовенства Центрально-российского административного округа РПЦЗ» Центрально-Российский административный округ был упразднён, а сам Валерий Кравец был назначен администратором новоучреждённой Воронежской епархии (в составе Воронежской, Волгоградской и Ростовской областей) с поручением окормления Кубанской епархии, а также выдвинут кандидатом во епископа.
28 октября 2009 года Архиерейский синод РПЦЗ(А), прошедший в Бронксе, постановил «по принятии монашества и решении вопроса о раздельном проживании с матушкой, иметь суждение о дате архиерейской хиротонии ранее утверждённого кандидата во епископы, протоиерея Валерия Кравца».
20 ноября 2009 года в храме Архангела Михаила в Одессе митрополитом Агафангелом (Пашковским) был пострижен в мантию с именем Кирилл в честь священномученика митрополита Кирилла Казанского, после чего состоялся чин наречения во епископа. В этот же день в Иоанновском женском монастыре в селе Егоровке Одесской области епископом Георгием была пострижена в мантию матушка протоиерея Валерия, с именем Михаила, в честь Архистратига Михаила.
21 ноября 2009 года митрополит Агафангел и епископ Болградский и Белгород-Днестровский Георгий (Кравченко) совершили его хиротонию в сан епископа.
По данным Кестонского института, «у епископа Кирилла широкий взгляд на церковную жизнь, так, он готов исповедовать католиков и считает дерзостью утверждение, что Римо-Католическая церковь безблагодатна. В то же время о. Валерий — будущий епископ Кирилл (в интервью 2004 года) подчеркивал, что никогда не исповедовал монархических убеждений, так как „Россия эту страницу истории уже перевернула“. По словам о. Валерия, „Слава Богу, что у нас в области нет таких националистических движений как казачество. У зарубежников в США искажённое представление об их патриотизме“».
Решением Синода РПЦЗ(А) от 27—29 октября 2015 года назначен третьим представителем РПЦЗ(А) в Синоде Болгарской старостильной церкви
В августе 2016 года Павел Силантьев писал: «Епископ Кирилл (Кравец), также имеющий в своей епархии лишь 2-3 реально существующих прихода, занимается развитием не слишком успешного пока семейного бизнеса, связанного с перевозкой и перепродажей автомобилей. Из его уст можно услышать трогательные речи о том, что он чуть ли ни умирает с голода, а затем увидеть на „ИнтернетСоборе“ фотоотчет о семейной поездке в Болгарию или Румынию, не исключающей и присутствия бывшей (хотя их „никто не разводил“) супруги, ныне монахини».